# La Cuadra de Séville
 (janvier 2025).
La mise en forme du texte ne suit pas les recommandations de Wikipédia : il faut le « wikifier ».
Les points d'amélioration suivants sont les cas les plus fréquents. Le détail des points à revoir est peut-être précisé sur la page de discussion.
- Les titres sont pré-formatés par le logiciel. Ils ne sont ni en capitales, ni en gras.
- Le texte ne doit pas être écrit en capitales (les noms de famille non plus), ni en gras, ni en italique, ni en « petit »…
- Le gras n'est utilisé que pour surligner le titre de l'article dans l'introduction, une seule fois.
- L'italique est rarement utilisé : mots en langue étrangère, titres d'œuvres, noms de bateaux, etc.
- Les citations ne sont pas en italique mais en corps de texte normal. Elles sont entourées par des guillemets français : « et ».
- Les listes à puces sont à éviter, des paragraphes rédigés étant largement préférés. Les tableaux sont à réserver à la présentation de données structurées (résultats, etc.).
- Les appels de note de bas de page (petits chiffres en exposant, introduits par l'outil «  Source ») sont à placer entre la fin de phrase et le point final[comme ça].
- Les liens internes (vers d'autres articles de Wikipédia) sont à choisir avec parcimonie. Créez des liens vers des articles approfondissant le sujet. Les termes génériques sans rapport avec le sujet sont à éviter, ainsi que les répétitions de liens vers un même terme.
- Les liens externes sont à placer uniquement dans une section « Liens externes », à la fin de l'article. Ces liens sont à choisir avec parcimonie suivant les règles définies. Si un lien sert de source à l'article, son insertion dans le texte est à faire par les notes de bas de page.
- La présentation des références doit suivre les conventions bibliographiques. Il est recommandé d'utiliser les modèles {{Ouvrage}}, {{Chapitre}}, {{Article}}, {{Lien web}} et/ou {{Bibliographie}}. Le mode d'édition visuel peut mettre en forme automatiquement les références.
- Insérer une infobox (cadre d'informations à droite) n'est pas obligatoire pour parachever la mise en page.

Pour une aide détaillée, merci de consulter Aide:Wikification.
Si vous pensez que ces points ont été résolus, vous pouvez retirer ce bandeau et améliorer la mise en forme d'un autre article.
La Cuadra de Sevilla
La Cuadra de Sevilla est une compagnie espagnole de théâtre indépendant, fondée à Séville, qui a développé son activité en Espagne, en Europe et en Amérique latine, entre 1969 et le début du XXIe siècle. 
En 1986, elle reçoit la Médaille d'or du mérite des beaux-arts et en 1998, la Croix de Sant Jordi. 
Salvador Távora, son directeur et dramaturge, est considéré comme le leader et l'âme du collectif.

## Quejío, Théâtre flamenco
Dans les derniers mois de 1971, dans un petit local du quartier sévillan de la Colline de l'Aigle, Salvador Távora, Alfonso Jiménez et Paco Lira, propriétaire de l'immeuble (qui ensuite donnera son nom au groupe), conçoivent le Quejío, un spectacle dramatique composé avec des éléments du flamenco, et est envisagé par la critique théâtrale comme «une plaidoirie choquante contre la discrimination et l'académisme». Ensuite, avec le soutien de José Monleón, ils donnent une première représentation à Madrid, le 15 février 1972 dans le Petit Théâtre du TEI. Quelques jours après, le groupe part à l'étranger pour se présenter à La Sorbonne de Paris, au printemps 1972, au "Festival du Théâtre des Nations". De la capitale française, La Cuadra a voyagé jusqu'à Nancy pour participer avec Quejío dans le Festival Mondial de Théâtre.
Certains critiques comme César Oliva, Moisés Pérez Coterillo ou même José Monleón, ont souligné l'ambition franco-européenne qui a produit le «choc du véritable lutin flamenco» avec le mythe commercialisé en Europe du flamenco-olé et le «typical spanish», d'autant plus que l'œuvre est programmée dans dix sept festivals internationaux et arrive à atteindre les huit cents représentations, entre l'Espagne, le reste de l'Europe et l'Amérique,.

## Consécration et historique
Les cinq composantes initiales, qui sont arrivées à un peu plus d'une douzaine dans leur périple international, deviendra une compagnie de 75 personnes. Le dramaturge et la direction restent à la charge de Salvador Távora. La réalisation comme "Las bacantes" passent la barre des deux milles représentations. La troupe visite les principales capitales d'Europe et d'Amérique, et sa participation est requise dans les meilleurs festivals de théâtre.

### Principales œuvres
- Quejío (1972)
- Los palos (1975)
- Herramientas (1977)
- Andalucía amarga (1979)
- Nanas de espinas (1982), sur des textes de Federico García Lorca
- Piel de toro (1985)
- Las Bacantes (1987), según Eurípides
- Alhucema (Aires de historia andaluza) (1988)
- Crónica de una muerte anunciada (1990), sobre textos de Gabriel García Márquez
- Picasso andaluz o la muerte del Minotauro (1992)
- Carmen (1996)
- Don Juan en los ruedos (2001)
- Memorias de un caballo andaluz (2013)

### Distinctions et récompenses
- Pour Quejío: Deuxième prix de la critique dans la Chambre BITEF de Belgrade (1973); Premier prix de la critique comme meilleur spectacle de l'an au Mexique (1973).
- Pour Andalucía Amarga: Meilleur spectacle du Festival Kaaitheater 79 de Bruxelles (1979).
- Pour Nanas de espinas: Meilleur spectacle de la saison 82-83 de l'Association Indépendante de Théâtre d'Alicante. Et en 1984: Meilleure oeuvre étrangère de la Quinzaine Internationale de Théâtre au Québec (Canada).
- Pour Piel de toro: Meilleur spectacle de l'III Festival de Teatro Ciudad de La Laguna (Tenerife), en 1986.
- Pour Las Bacantes: Prix Ercilla 1987 meilleur spectacle de la saison accordé par la critique de Bilbao (1987).
- Pour Alhucema:  Prix Ercilla (1988).
- Pour "Carmen": opéra andalou de cornetas et tambours. Prix Max  des Arts Escénicas attribué par la SGAE à Carmen meilleur spectacle avec la majeure projection internationale de l'an 1998.

De plus, en 1991, ils reçoivent la "Medalla de Plata de Andalucia", et en 1998, Salvador Távora reçoit la Croix de Sant Jordi, en reconnaissance pour son travail avec La Cuadra en faveur du rapprochement de deux cultures: la culture catalane et  la culture andalouse, reflété dans son spectacle Identités (1994). Deux ans après, la Mairie de Séville, à la demande des associations de voisins du quartier, dans lequel est intégré le polygone industriel Navisa où La Cuadra a son siège social, accorde que ses rues soient renommées avec les noms de toutes les oeuvres de La Cuadra.
Le travail du groupe sera aussi reconnue de façon rétrospective en 2003, avec l'IV "Prix FIT" attribué par le Festival Iberoamericano de Théâtre de Cadix.